# N'Doul
N'Doul (ン ド ゥ ー ル, Ndūru) é o personagem fictício e o menor vilão do anime e mangá JoJo's Bizarre Adventure criado por Hirohiko Araki. Ele é um antagonista menor na segunda metade da Parte 3.

## Parte 3
N'Doul é apresentado logo após Iggy se juntar ao grupo Joestar, quando ele mata os dois pilotos do helicóptero em que Iggy entrou. Ele ataca o grupo Joestar logo em seguida, conseguindo ferir os olhos de Kakyoin e impedi-lo de ajudar o grupo por um período de tempo. Depois que  Avdol descobriu que N'Doul só podia localizar o grupo através dos sons que eles faziam, Jotaro forçou Iggy a cooperar com eles, já que ele era o único capaz de detectar os ataques de N'Doul.
Iggy não cooperou a ponto de quase permitir que Jotaro morresse para se salvar, então Jotaro usou Star Platinum para jogar Iggy e O Louco em N'Doul, pegando-o desprevenido. É lá que Jotaro chega a N'Doul na comoção e o derrota. Depois de ser derrotado, N'Doul se matou para evitar que suas memórias fossem lidas por Hermit Purple , provavelmente sabendo que seu próprio salvador o mataria de outra forma. Depois, em seus últimos suspiros, ele conta a Jotaro sobre os outros nove usuários do Stand e sobre ele mesmo. Vendo seu valor, Jotaro enterrou o corpo de N'Doul em sua homenagem.

## Personalidade
N'Doul é apresentado logo após Iggy se juntar ao grupo Joestar, quando ele mata os dois pilotos do helicóptero em que Iggy entrou. Ele ataca o grupo Joestar logo em seguida, conseguindo ferir os olhos de Kakyoin e impedi-lo de ajudar o grupo por um período de tempo. Depois que  Avdol descobriu que N'Doul só podia localizar o grupo através dos sons que eles faziam, Jotaro forçou Iggy a cooperar com eles, já que ele era o único capaz de detectar os ataques de N'Doul. Iggy não cooperou a ponto de quase permitir que Jotaro morresse para se salvar, então Jotaro usou Star Platinum para jogar Iggy e O Louco em N'Doul, pegando-o desprevenido. É lá que Jotaro chega a N'Doul na comoção e o derrota. Depois de ser derrotado, N'Doul se matou para evitar que suas memórias fossem lidas por Hermit Purple , provavelmente sabendo que seu próprio salvador o mataria de outra forma. Depois, em seus últimos suspiros, ele conta a Jotaro sobre os outros nove usuários do Stand e sobre ele mesmo. Vendo seu valor, Jotaro enterrou o corpo de N'Doul em sua homenagem.

## Stand: Geb
Geb (ゲ ブ 神, Gebu-shin ) é o stand do N'Doul. A maior força de Geb é o alcance em que pode ser controlado com precisão, permitindo a N'Doul sentar-se a quilômetros de distância de seu alvo (quatro quilômetros quando ataca o Grupo Joestar). Combinado com a habilidade de N'Doul de sentir vibrações distantes, Geb pode agir de forma confiável enquanto seu usuário está seguro.
Não obstante, é uma Posição básica cuja periculosidade vem mais da habilidade de N'Doul como um usuário de Posição do que de seu poder inerente. N'Doul explorou o deserto circundante para esconder Geb sob a areia e constantemente atacar de surpresa, pensou em criar areia movediça com a água e usou Geb para impulsionar areia no ar, agindo como um sonar para detectar o som da areia caindo no planador do Louco.
Poder Destrutivo: C
Rapidez: B
Alcance: UMA
Persistência: B
Precisão: D
Potencial de Desenvolvimento: D
- Araki se inspirou para criar o Geb depois de ouvir sobre alguém se afogando com um copo d'água em uma pia, e então achou que seria interessante que alguém se afogasse em um deserto.
- Ironicamente, na mitologia egípcia, Geb é o deus da terra.